# Ernst Friedrich Dürre

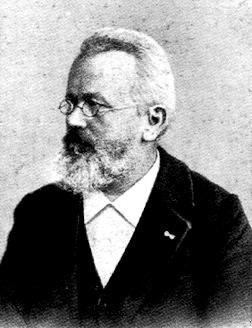
Ernst Friedrich Dürre

Ernst Friedrich Dürre (* 19. Oktober 1834 in Lyon; † 22. Februar 1905 in Eltville) war ein deutscher Hüttenkundler und Rektor der RWTH Aachen.

## Werdegang
Ernst Friedrich Dürre trat 1854 zur praktischen Ausbildung in das Königliche Hüttenwerk zu Malapane ein und wurde im Februar 1856 zum Hüttenexpektanten ernannt. Nach erfolgtem Universitätsstudium legte er im August 1861 das Examen für den staatlichen Hüttendienst ab und arbeitete in der Folge als Registraturbeamter und stellvertretender Betriebsbeamter des Hochofens und der Gießerei auf den Hüttenwerken Malapane und Gleiwitz.
Im November 1865 holte ihn Hermann Wedding als Assistent an die Bergakademie Berlin. Hier erhielt er die Gelegenheit zu eigenständigen wissenschaftlichen Arbeiten. Nach zwei Jahren wurde er als Dozent für Metallurgische Technologie und Feuerungskunde zugelassen. 1868 promovierte er an der Universität Göttingen mit einer Arbeit Über die Konstitution des Roheisens. In seiner Berliner Zeit veröffentlichte Dürre eine Reihe von Aufsätzen in der Oesterreichischen Zeitschrift für Berg- und Hüttenwesen, dem Polytechnischen Zentralblatt, der Deutschen Revue und der Zeitschrift für Berg-, Hütten- und Salinenwesen in Preußen.
Zum 1. November 1871 erhielt Dürre den Ruf als Dozent für Allgemeine Hüttenkunde und Probierkunst an die TH Aachen, im folgenden Jahr wurde seine Dozentur in eine etatmäßige Professur umgewandelt. In den 1870er Jahren engagierte sich Dürre in den technischen Fachverbänden: 1873–1878 war er Schriftleiter des Technischen Vereins für Eisenhüttenwesen (Vorläufer des Stahlinstitut VDEh) und Mitherausgeber der Zeitschrift des VDI. Seine Kollegen wählten ihn mehrfach zum Abteilungsvorsteher und Wahlsenator und 1886 bekam er für drei Jahre das Amt des Rektors übertragen. Auch nach seinem Rektorat war Dürre in der akademischen Selbstverwaltung der TH Aachen tätig. Der Schwerpunkt seiner Forschungstätigkeit lag auf der Veröffentlichung zahlreicher Lehr- und Handbücher. 1897 übernahm er nach der Teilung seines Lehrgebietes die Professur für Eisenhüttenkunde, die er bis zu seiner Emeritierung zum 1. Oktober 1901 wahrnahm. Zum Ausscheiden aus dem Hochschuldienst erhielt er den Roten Adlerorden 3. Klasse verliehen. Dürre starb am 22. Februar 1905 in Eltville.
1874 ernannte ihn der Akademische Verein der Chemiker und Hüttenleute an der Polytechnischen Schule Aachen, das spätere Corps Montania Aachen, zum Ehrenmitglied.

## Zitate
„Ich glaube nicht, dass sich noch einer der in der Praxis stehenden Herren die gemütlichen Zeiten isolierter Empirie zurücksehnen wird, 1886“